# Otokar I. Češki
Otokar I. Přemysl (češko Přemysl I. Otakar) je bil od leta 1192 vojvoda Češke in kasneje dobil naslov kralja, prvič leta 1198 od Filipa Švabskega, nato leta 1203 od Otona IV. Brunsviškega in leta 1212 od Friderika II., * okoli 1155, † 15. december 1230, Praga.

## Zgodnja leta
Otokar je bil sin češkega vojvode Vladislava II. in Judite Turingijske. V njegovih zgodnjih letih je v celi državi vladala anarhija. Po več bojih ga je za vladarja Češke leta 1192 priznal sveti rimski cesar Henrik VI., vendar so ga že kmalu zatem odstavili, ker se je pridružil zaroti nemških knezov, da bi zrušili Hohenstaufensko dinastijo. Leta 1197 je Otokar prisilil svojega brata, vojvodo Vladislava III. Henrika, da mu je prepustil Češko in se sam zadovoljil z Moravsko. 
Otokar je izkoristil državljansko vojno v Nemčiji med štaufovskim kandidatom Filipom Švabskim in kandidatom Welfov Otonom IV. za nemški prestol in se leta 1198 razglasil za češkega kralja. Kronan je bil v Mainzu. Njegov novi naslov je podprl Filip Švabski, ki je potreboval vojaško podporo Čehov v vojni proti Otonu IV.
Leta 1199 se je ločil od svoje žene Adalajde Meissenske iz Wettinske dinastije, da bi se poročil s Konstanco Ogrsko, mlajšo hčerko ogrskega kralja Béle III.
Leta 1200 je Otokar z Otonom IV. na čelu opustil pakt s Filipom Švabskim in se razglasil za frakcijo Welfov. Oton IV. in za njim papež Inocenc III. sta sprejela Otokarja za dednega češkega kralja.

## Sicilska zlata bula
Otokarja je cesarjevo imenovanje Děpolta III. za novega češkega vojvode hitro prisilila na vrnitev v Filipovo tabor. Če je želel obdržati Filipovo priznanje za vojvodo,  je moral tudi dovoliti svoji ločeni ženi vrnitev na Češko. Ko je izpolnil ta pogoj, se je lahko vrnil med Filipove privržence in zatem med privržence mladega cesarja Friderika II. Leta 1212 je Friderik II. s Sicilsko zlato bulo priznal Otokarja in njegove naslednike za dedne češke kralje. Češki kralj ni bil več oseba, ki jo je imenoval cesar, in se je moral udeleževati zborov le blizu češke meje. Čeprav je bil podložnik Svetega rimskega cesarstva, naj bi bil vodilni volilni knez Svetega rimskega cesarstva in moral vsem poznejšim cesarjem zagotoviti telesno stražo 300 vitezov, ko so odšli na kronanje v Rim.
Otokarjeva vladavina je bila pomembna tudi po začetku nemškega priseljevanja na Češko in rasti mest na do tedaj gozdnih zemljiščih. Leta 1226 je Otokar začel vojno proti avstrijskemu vojvodi Leopoldu VI., potem ko je ta prelomil sporazum, s katerim naj bi se Otokarjeva hčerka (sveta Agneza Češka) poročila s sinom Friderika II., Henrikom II. Sicilskim. Otokar je nato nameraval Agnezo poročiti s Henrikom III. Angleškim. Cesar je poroko preprečil z vetom, ker je vedel, da je Henrik nasprotnik dinastije Hohenstaufen. Z Agnezo se je kot vdovec želel  poročiti kar sam, vendar se Agneza ni želela zaplesti v politične igrice in je s papeževo pomočjo odšla v samostan.

## Družina
Otokar je bil poročen najprej z Adelajdo Meissensko (po 1160–2. februar 1211), s katero je imel štiri otroke:
- Vratislava (umrl pred  1225),[9]
- Dagmar (umrla 24. maja 1212),[9] poročeno s kraljem Valdemarjem II. Danskim,
- Božislavo  (umrla 6. februarja pred 1238), poročeno z grofom Henrikom I. Ortenberškim, in
- Hedviko, nuno v Genrodeju.

Leta 1199 se je poročil s Konstanco Ogrsko (1181–6. december 1240),s katero je imel devet otrok:
- Vratislava (okoli  1200–pred 1209),[9]
- Judito (?-2. junij 1230), poročeno s koroškim vojvodom Bernhardom von Spanheimom,[10]
- Ano (Anna Lehnická) (1204-23. junij 1265), poročeno s Henrikom II. Pobožnim, velikim vojvodom Poljske[11]
- Agnežko (umrla v mladosti),
- Venčeslava (okoli 1205-23. september 1253), kasnejšeka kralja Venčeslava I. Češkega,[9]
- Vladislava (1207-18. februar 1227), mejnega grofa Moravske,[9]
- Přemisla (1209-16. oktober 1239), mejnega grofa Moravske, poročenega z
- Margareto Meranijsko, hčerko meranijskega vojvode Otona I.,
- Viljemino (Guglielmina) (1210-24. oktober 1281) in
- sveto Nežo Praško (20. januar 1211- 6. marec 1282).